# Johan Angerstein d.y.
Johan Angerstein d.y., född januari 1672 i Turbo i Hedemora , död juni 1720 i Stockholm  , var en svensk ämbetsman. 

## Biografi
Angerstein var verksam inom svensk bergshantering. Han blev student vid Uppsala universitet 1683. Han var biträde hos bergmästaren i Öster- o Västerbergslagen Erich Odhelius 1693—95 och utsågs till auskultant i bergskollegium 1695. Från 1705 var han advokatfiskal vid bergskollegium och blev assessor 1708; vid samma myndighet. Han tjänstgjode som t.f. direktör vid Avesta kopparverk 1713; och var 1714 förordnad som bergmästare vid Stora Kopparbergets bergmästardöme till dess att en ny bergmästare utsetts. 
Genom långa resor 1698-1705, då han studerade bergshanteringen i Österrike och Tyskland, fick Angerstein en mångsidig erfarenhet.. Bland hans uppgifter som advokatfiskal i bergskollegiet hörde att inspektera bergverk.. En resa, som han gjorde 1706 på bergskollegiets uppdrag gick till Norge. Uppdraget var att studera de norska bergverken och särskilt järnverken, .
Han var son till bruksägaren Johan Angerstein (1646-1716) och hans hustru Elisabet Hentzel (1652-1728) samt från 1714 gift med Helena Kock (1678-1747,) dotter till borgmästaren i Falun Henrik Kock.